# Trichopoda plumipes
Trichopoda plumipes là một loài ruồi trong họ Tachinidae.